# Nuku'alofa

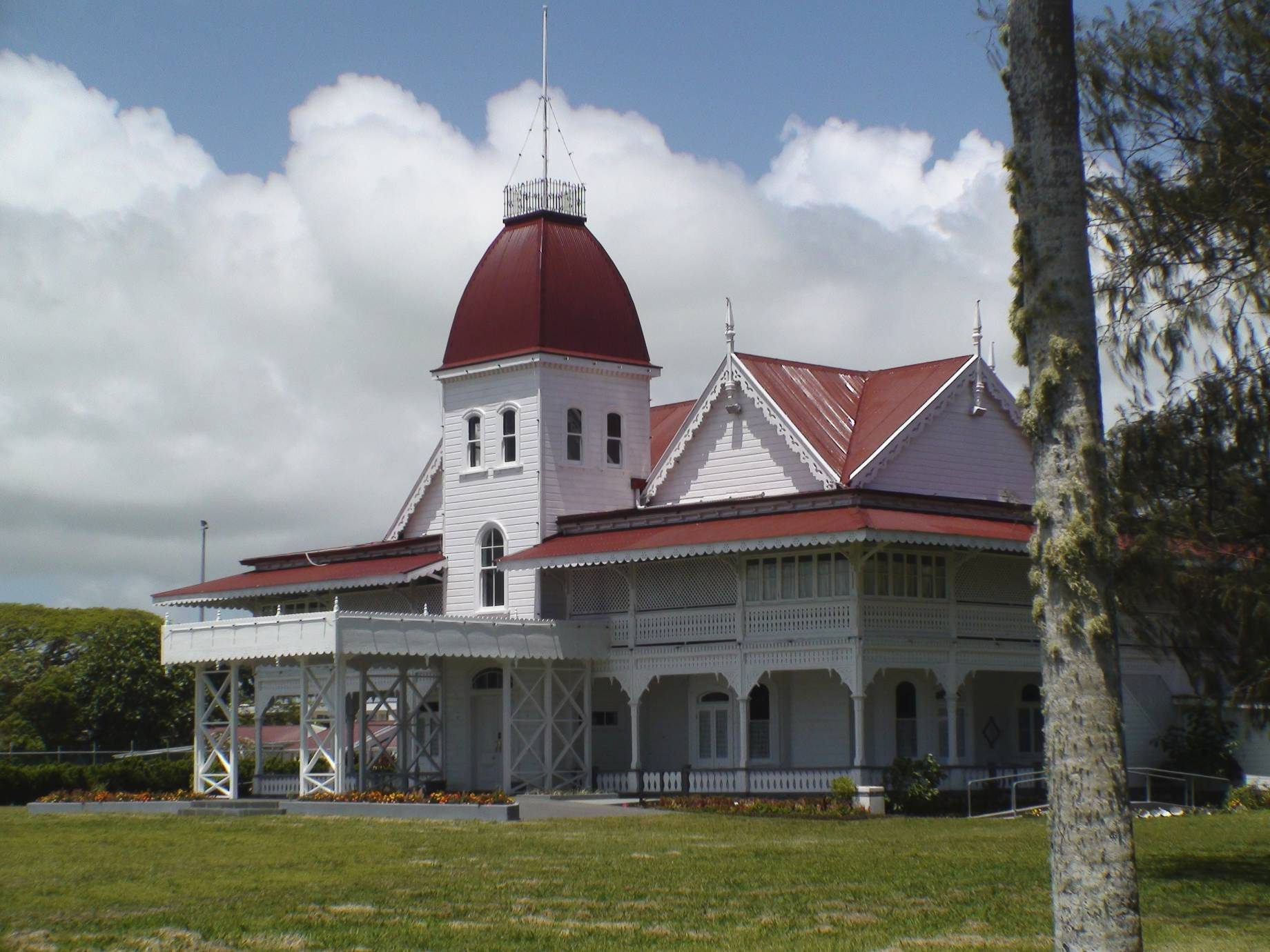
Palatul Regal din Tonga

Nuku'alofa este capitala statului Tonga din Oceania. Zona extinsă a orașului propriu-zis ocupă întreagă insulă Tongatapu. Populația este de 34.000 de locuitori, respectiv 67.000 de locuitori, zona "metropolitană". În capitală se află palatul regal. 